# Пхулпур (подокруг)
Пхулпур (бенг. ফুলপুর, англ. Phulpur) — подокруг на севере Бангладеш в составе округа Маймансингх. Административный центр — город Пхулпур.

## География
Площадь подокруга — 580,21 км².

## Демография
По данным переписи 1991 года численность населения подокруга составляла 459 046 человек. Плотность населения равнялась 791 чел. на 1 км². Уровень грамотности населения составлял 20,90 %.

## Религия
Религиозный состав: мусульмане — 95,21 %, индуисты — 4,29 %, христиане — 0,23 %, прочие — 0,27 %.